# 세르비아 급진당
세르비아 급진당 (-急進黨, 세르비아어: Српска радикална странка, Srpska radikalna stranka, SRS) 은 세르비아의 정당이다. 세르비아 국가주의, 우익대중주의를 지향하며, 1991년 설립되었다.

## 개요
세르비아 급진당은 한때 세르비아 국회에서 두 번째로 큰 정당이였으며, 현재 세르비아 국경과 맞닿아 있는 세 공화국에 이 정당에서 파생된 정당이 존재한다. 몬테네그로의 세르비아인 급진당, 보스니아 헤르체고비나의 세르비아계 공화국 스르프스카 공화국의 세르비아 급진당, 마케도니아의 세르비아인 급진당이 바로 세 공화국에 존재하는 세르비아 급진당의 분파 정당이며, 이 세 공화국들은 과거에 구 유고슬라비아 연방을 구성했었다.
이 정당은 스르프스카 공화국에서 활성화되었으며, 세르비아 민족주의 게릴라 조직 체트니크의 계승을 주장하였다. 보이슬라브 셰셸리 (Vojislav Šešelj) 가 대표로서 당을 이끄는 동안, 이 정당은 보스니아 전쟁과 크로아티아 독립 전쟁에서 민병대를 조직해 인종 청소를 자행하였다. 이러한 범죄 행위로 인해 셰셸리는 유고슬라비아 연방 공화국에서 슬로보단 밀로셰비치 정권이 붕괴된 이후, 2003년 구 유고슬라비아 국제형사재판소에 전쟁 범죄 및 인도에 대한 범죄 혐의로 신병이 이송되었다.
그 후 당의 부대표였던 토미슬라브 니콜리치 (Tomislav Nikolić) 가 당의 실권자가 되었으며, 니콜리치는 2008년 대통령 선거에 출마해 중도 좌파 정당 민주당의 보리스 타디치 후보 (현 세르비아 대통령) 에게 근소한 차이로 패하였다. (1차 선거에서는 보리스 타디치에게 앞섰지만, 2차 선거에서 패배함.)
세르비아 급진당은 대통령 선거 이후 열린 국회의원 선거에서는 78석을 획득해 제2정당으로 부상하였다. 하지만, 선거 이후 니콜리치는 전 대표 셰셀리와 대립했으며, 세르비아 급진당을 탈당하고 우익 성향의 세르비아 진보당을 설립하였다.

## 선거 결과
| 연도   | 득표수    | 득표율 | 의석 수  | 의석 수 변동 | 집권 여부 |
| ------ | --------- | ------ | -------- | ------------ | --------- |
| 1992년 | 1,066,765 | 22.58% | 73 / 250 | 73           | 연립 정부 |
| 1993년 | 595,467   | 13.85% | 39 / 250 | 34           | 야당      |
| 1997년 | 1,162,216 | 28.08% | 82 / 250 | 43           | 여당      |
| 2000년 | 322,333   | 8.60%  | 23 / 250 | 59           | 야당      |
| 2003년 | 1,069,212 | 27.62% | 82 / 250 | 59           | 야당      |
| 2007년 | 1,153,453 | 28.60% | 81 / 250 | 1            | 야당      |
| 2008년 | 1,219,436 | 29.46% | 78 / 250 | 3            | 야당      |
| 2012년 | 180,558   | 4.63%  | 0 / 250  | 78           | 원외 정당 |
| 2014년 | 72,303    | 2.01%  | 0 / 250  | 보합         | 원외 정당 |
| 2016년 | 306,052   | 8.10%  | 22 / 250 | 22           | 야당      |
| 2020년 | 65,954    | 2.05%  | 0 / 250  | 22           | 원외 정당 |

## 같이 보기
- 대세르비아